# 센트 (음악)
센트(cent)는 로그 스케일로 된 음정의 단위이다. 매우 작은 음정이나 서로 다른 음률을 비교할 때 쓴다.
1200 센트는 1 옥타브, 즉 2:1 비율에 해당한다. 그리고 평균율에서 반음 하나는 100 센트에 해당한다. 즉 1 센트 차이가 나는 음정의 주파수 비율은 21/1200, 약 1.0005777895이 된다.
두 개의 음률을 비교할 때 센트로 환산해서 한다. 예를 들어 순정률의 완전5도는 3:2로, 약 702 센트이다. 평균율의 완전5도는 700 센트이므로, 서로 약 2 센트가량 차이가 난다. 인간이 구별할 수 있는 최소의 음정이 6 센트 정도이므로, 이는 구별할 수 없을 정도의 차이이다.
센트의 개념은 1870년 경에 알렉산더 존 엘리스가 처음 개발하여, 그가 편집한 헤르만 폰 헬름홀츠의 《On the Sensations of Tone》에 소개되었다.

## 비교
| 센티톤       | 센트         |
| ------------ | ------------ |
| 1 센티톤     | 2 센트       |
| 0.5 센티톤   | 1 센트       |
| 21⁄600       | 2⁄1200       |
| 반음의 1/50  | 반음의 1/100 |
| 온음의 1/100 | 온음의 1/200 |

## 같이 보기
- 도 (각도)
- 그레이드 (각도)
- 라디안